# Giác đế Trung Hoa
Giác đế trung hoa (danh pháp hai phần: Goniothalamus chinensis) là một loài thực vật thuộc họ Annonaceae (họ Na). Loài này có ở Trung Quốc và Việt Nam. 

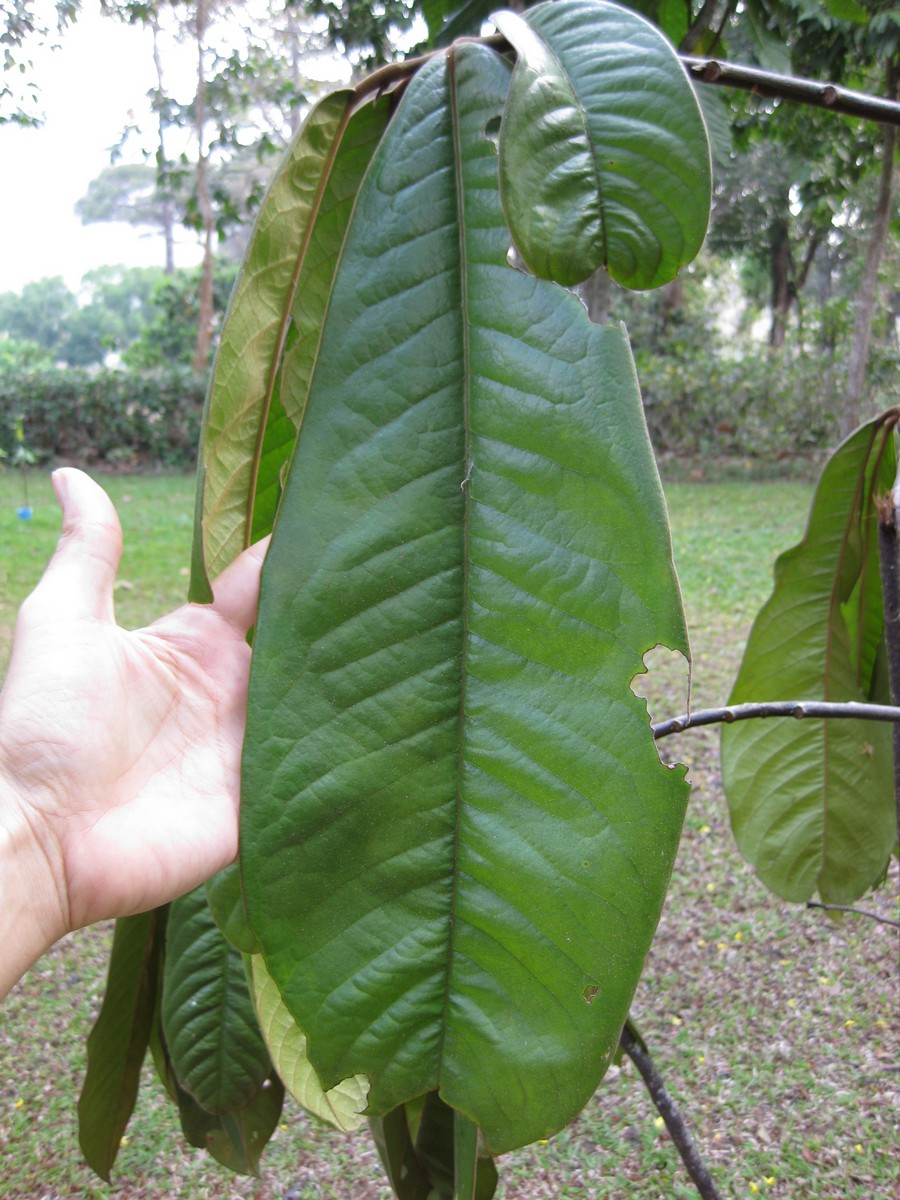

Tại Việt Nam, loài này phân bố ở Lào Cai, Hà Giang và Quảng Ninh.

## Đặc điểm
Cây bụi nhỏ, cao đến 3 m, mọc rải rác trong rừng nguyên sinh ở vùng núi đất.